# The Frame-Up (film 1917)
The Frame-Up è un film muto del 1917 diretto da Edward Sloman.

## Trama
Jeffrey Claiborne rifiuta di entrare nell'impresa del padre, il ricco Avery Claiborne, scegliendo invece una vita avventurosa che lo allontani da casa. Dopo aver salvato Jane Anne, una ragazza importunata da un tassista, la signora Moir, madre della giovane, offre a Jeffrey un lavoro. La donna ha un passato poco limpido e, un giorno, offre rifugio a dei noti imbroglioni. Jeffrey, per amore di Jane Anne, difende la signora Moir, cosa che provoca il suo arresto. Lui scappa insieme a Jane Anne ma, dopo averla sposata, viene nuovamente arrestato. Approfittando della sua amicizia con il capo della polizia, Jeffrey riesce a tirarsi fuori da quella difficile situazione, aiutando anche a riabilitare la suocera. L'uomo, allora, porta con sé a casa la moglie per presentarla in famiglia: il vecchio Clairbone, fiducioso del fatto che il figlio, sposandosi, abbia messo la testa a posto, accoglie felice la giovane coppia.

## Produzione
Il film fu prodotto dalla American Film Company

## Distribuzione
Distribuito dalla Mutual Film, uscì nelle sale cinematografiche USA il 7 maggio 1917.